# Сомик-перевёртыш
Сомик-перевёртыш (лат. Synodontis nigriventris) — вид лучепёрых рыб из семейства перистоусых сомов (Mochokidae). Обитатель пресных водоёмов тропической Африки. Держат также в аквариумах. Известный под названием «сомик-перевёртыш» благодаря особенностям поведения — значительную часть времени эта рыба плавает кверху брюхом.

## Описание
Тело коренастое, несколько сплющено по бокам. Спина более выпуклая, чем брюшко, глаза большие, рот нижний с тремя парами усиков, хвостовой плавник двухлопастный. Спинной плавник треугольной формы и имеет мощный первый луч. Большой жировой плавник. Окраска серовато-бежевая с разбросанными по телу и плавникам черно-коричневыми пятнами. Брюшко темнее спины. Половой диморфизм выражен слабо: тело самки в больших пятнах, самец мельче и стройнее самки (самцы вырастают до 6 см в длину, самки — до 9,5 см).

## Поведение
Особенностям передвижения сомика-перевёртыша посвящено немало специальных исследований. Молодые сомы плавают в нормальном для большинства рыб положении — брюхом вниз, переворачивание происходит только через два месяца. Взрослые сомы отдают предпочтение плаванию кверху брюхом в толще воды, у дна; причём в таком положении они плавают быстрее. Во время плавания вверх брюхом он может также питаться, ловя добычу с поверхности воды. Исследования влияния гравитации на этого сома показали, что он имеет высокую способность поддерживать положение тела «кверху брюхом» и ощущение сил притяжения скорее всего способствует тому, что у него отличается контроль положения тела от многих других рыб. Такой способ плавания приводит к увеличению затрат энергии, однако оно компенсируется более успешным получением пищи на поверхности воды. «Перевернутый» способ плавания, вероятно, развился в связи с ночным образом жизни.

## Существование в природе
Распространенный в среднем течении бассейна р. Конго, включая озеро Малебо и реки Касаи и Убанги. Также есть сообщения о обитания вида в г. Куилу в Республике Конго. Интродуцировано на Филиппины. Бентопелагиальная рыба. Питается главным образом ночью насекомыми, ракообразными и растительной пищей.

## Содержание в аквариуме

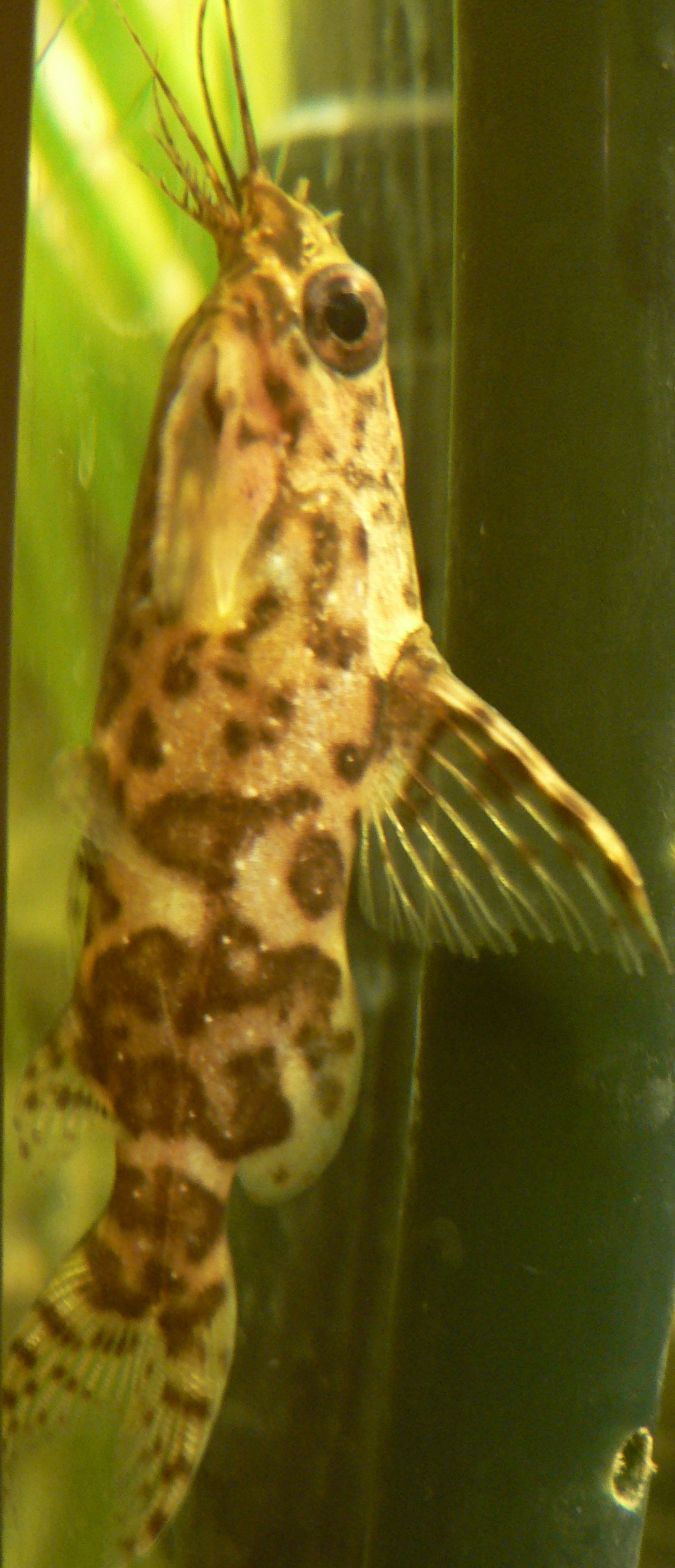
Сом-перевёртыш в аквариуме

Это стайная миролюбивая рыба. Активность проявляет с наступлением сумерек, в дневное время прячутся в укрытиях. Для содержания сомика-перевёртыша необходим аквариум от 50 литров с различными укрытиями (гроты, коряги и тому подобное). Идеальный грунт — обыкновенный гравий или песок.
Оптимальные параметры воды: температура 24—26 °C, pH 6,5—7,5, жесткость dH 4—15°. Нужна фильтрация, аэрация и еженедельная подмена воды.
Этот сом может питаться как живыми (мотыль, креветки, артемия), растительными так и комбинированными (гранулы, хлопья) кормами. Можно добавлять в меню овощи — огурцы, кабачки. Необходимо учесть, что эти сомы склонны к перееданию.

### Разведение
Половой зрелости достигает в 2—3 года. Для разведения необходим аквариум объемом от 50 литров с различными укрытиями и плавающими растениями. Параметры воды: температура 24—27;°C, pH около 7, жесткость dH около 10°. В условиях аквариума нерест происходит редко, поэтому для стимуляции размножения применяют гормональную инъекцию. Перед нерестом производителей (1 самец и 1 самка) отсаживают отдельно и хорошо кормят. Самка откладывает более 450 икринок. Мальки начинают плавать на 4-е сутки и сначала имеют нормальное положение тела и начинают переворачиваться через 7—8 недель.